# Zagórska Północ
Zagórska Północ – osiedle Kielc we wschodniej części miasta, w dzielnicy Wielkopole. Obszar osiedla ograniczają ulice: Pomorska, Szczecińska, Zagórska, Źródłowa. Nazwa osiedla pochodzi od ul. Zagórskiej oddzielającej go od osiedla Zagórska Południe.
Budynki administrowane przez Kielecką Spółdzielnię Mieszkaniową zbudowano w latach 1959–1974. Łącznie powstało 55 budynków, zamieszkałych przez ok. 5500 mieszkańców. Jest to najstarsze i największe osiedle spółdzielni KSM.
Najstarszym budynkiem na terenie osiedla jest pochodzący z 1927 roku Zespół Szkół Katolickich Diecezji Kieleckiej im. św. Stanisława Kostki. Obok znajduje się też szkoła podstawowa nr 24, przy których mieści się kryta pływalnia "Orka", otwarta w 2009 roku.

## Komunikacja
Dojazd do ul. Źródłowej autobusami linii nr: 4, 11, 19, 21, 24, 25, 30, 34, 112.
W pobliżu osiedla przebiega droga krajowa nr 73 (ul. Źródłowa).